# Commonwealth CA-12 Boomerang
CAC CA-12 Boomerang (ang. „bumerang”) – australijski samolot myśliwski z okresu II wojny światowej produkowany w latach 1942–1945.

## Historia
W momencie wybuchu wojny na Pacyfiku w Australii produkowano tylko dwa typy samolotów – treningowy CAC Wirraway i licencyjny bombowiec Bristol Beaufort. Ponieważ australijskie siły powietrzne RAAF (Royal Australian Air Force), nie mogły liczyć na żadne dostawy samolotów myśliwskich ani z Anglii (która ledwo nadążała z produkcja na własne potrzeby), ani ze Stanów Zjednoczonych (gdzie przemysł dopiero wtedy zaczął się przestawiać na produkcje wojenną), postanowiono jak najszybciej zaprojektować i rozpocząć budować własny myśliwiec.  
Dwusilnikowy Bristol Beaufort nie nadawał się do przerobienia na samolot myśliwski, ale za to był wyposażony w udany silnik gwiazdowy Pratt & Whitney Twin Wasp o mocy 890 kW. Aby skrócić czas projektowy, postanowiono w nowym samolocie wykorzystać silniki Pratt & Whitney, natomiast kadłub oparto na konstrukcji CAC Wirraway.
Prace projektowe rozpoczęły się 21 grudnia 1941, RAAF zamówił 105 „Bumerangów” 2 lutego 1942, a pierwszy lot nowego samolotu odbył się 29 maja 1942.
CA-12 był raczej małym samolotem, długim na 7,8 m, ze skrzydłami o rozpiętości 11 m.  Pomimo że początkowo planowano użyć jak najwięcej części z treningowego Wirraway, ostatecznie nowo powstały samolot, pomimo zewnętrznego podobieństwa, miał całkiem inną konstrukcję, z krótszymi skrzydłami i kadłubem, a sam kadłub miał aluminiowy szkielet.
Boomerang miał znakomite własności pilotażowe i był bardzo zwrotny. Jak na ówczesne czasy był znakomicie uzbrojony w 2 działka 20 mm i 4 karabiny maszynowe 7,7 mm i dobrze opancerzony. Jednakże z powodu stosunkowo małej mocy silnika, braku turbosprężarki, a także dużego przekroju poprzecznego był samolotem powolnym. Już na wysokości 4600 m jego maksymalna prędkość wynosiła tylko 490 km/h co nie było wystarczające do skutecznej walki z japońskimi Zero. W tym czasie najlepsze myśliwce osiągały 650 km/h, a nawet stosunkowo powolne F4F czy P-40 Warhawk były szybsze od Boomeranga.
W momencie jego wejścia do służby do Australii zaczęły docierać pierwsze partie importowanych myśliwców – amerykańskich P-40 Warhawk i angielskich Spitfire V. Także pomimo niezwykłej szybkości z jaką zaprojektowano i rozpoczęto produkcję Boomerangów, stały się konstrukcją nieodpowiadającą potrzebom RAAF.  Zdecydowano się jednak wyposażyć w stacjonujące w Australii dywizjony 83. i 85., a później także stacjonujący w Nowej Gwinei 84. dywizjon, który jednak po kilku miesiącach przezbrojono na P-40.
„Bumerangi” okazały się raczej nieudanymi myśliwcami, ale już po dostarczeniu ich do Nowej Gwinei okazało się, że ich daleki zasięg, znakomita manewrowość, stosunkowo ciężkie uzbrojenie, dobre opancerzenie i łatwość w pilotażu sprawiły, że świetnie sprawdzały się w rolach samolotów szturmowych i współpracy z piechotą. Atakując większe zgrupowania nieprzyjaciela często współpracowały one z większymi samolotami jak np. F4U Corsair, „Bumerangi” oznaczały pozycję wroga małymi dziewięciokilogramowymi bombami dymnymi, a F4U dokonywały ataków na tak wybrane dla nich cele.
| Porównanie C-12 z innymi myśliwcami z lat 1942-1943 | Porównanie C-12 z innymi myśliwcami z lat 1942-1943 | Porównanie C-12 z innymi myśliwcami z lat 1942-1943 | Porównanie C-12 z innymi myśliwcami z lat 1942-1943 | Porównanie C-12 z innymi myśliwcami z lat 1942-1943 | Porównanie C-12 z innymi myśliwcami z lat 1942-1943 | Porównanie C-12 z innymi myśliwcami z lat 1942-1943 | Porównanie C-12 z innymi myśliwcami z lat 1942-1943 | Porównanie C-12 z innymi myśliwcami z lat 1942-1943 | Porównanie C-12 z innymi myśliwcami z lat 1942-1943 | Porównanie C-12 z innymi myśliwcami z lat 1942-1943 |
| --------------------------------------------------- | --------------------------------------------------- | --------------------------------------------------- | --------------------------------------------------- | --------------------------------------------------- | --------------------------------------------------- | --------------------------------------------------- | --------------------------------------------------- | --------------------------------------------------- | --------------------------------------------------- | --------------------------------------------------- |
| Samolot                                             | Rozpiętość skrzydeł                                 | Długość                                             | Masa                                                | Silnik                                              | Silnik                                              | Silnik                                              | Prędkość                                            | Prędkość wznoszenia                                 |                                                     |                                                     |
|                                                     | (m)                                                 | (m)                                                 | (kg)                                                | (KM)                                                | (kW)                                                |                                                     | (km/h)                                              | (m/min)                                             |                                                     |                                                     |
|                                                     |                                                     |                                                     |                                                     |                                                     |                                                     |                                                     |                                                     |                                                     |                                                     |                                                     |
| Commonwealth CA-12 Boomerang                        | 11,0                                                | 7,8                                                 | 2436                                                | 1200                                                | 890                                                 | gwiazdowy                                           | 491                                                 | 896                                                 |                                                     |                                                     |
| Grumman F4F Wildcat                                 | 11,6                                                | 8,8                                                 | 2674                                                | 1200                                                | 890                                                 | gwiazdowy                                           | 515                                                 | 524                                                 |                                                     |                                                     |
| Mitsubishi A6M Zero                                 | 12,0                                                | 9,0                                                 | 1710                                                | 950                                                 | 710                                                 | gwiazdowy                                           | 533                                                 | 960                                                 |                                                     |                                                     |
| Curtiss P-40 Kittyhawk                              | 11,4                                                | 9,7                                                 | 2858                                                | 1150                                                | 860                                                 | widlasty                                            | 582                                                 | 624                                                 |                                                     |                                                     |
| Supermarine Spitfire Mk V – Typ 349                 | 11,2                                                | 9,1                                                 | 2313                                                | 1470                                                | 1100                                                | widlasty                                            | 602                                                 | 991                                                 |                                                     |                                                     |
| Messerschmitt Bf 109 F Friedrich                    | 9,9                                                 | 8,9                                                 | 2353                                                | 1270                                                | 950                                                 | widlasty odwrócony                                  | 624                                                 | 1308                                                |                                                     |                                                     |